# ロベール・ゲラン
ロベール・ゲラン（Robert Guérin, 1876年6月28日 - 1952年）はフランス出身の人物で、国際サッカー連盟(FIFA)の初代会長である。FIFA会長に就任した時は、まだ28歳であった。FIFA会長の任期の1904年から1906年の2年間で、英国本土4協会を含む、8協会がFIFAに加盟した。

## 概要
以下の記述は、FIFA公式HPの歴代FIFA会長ページRobert Guerinの記述及び各書籍の資料に基づく。出典はFIFA以外の資料のみ記す。
ロベール・ゲランはフランスのル・マーティン(Le Matin)紙でジャーナリストとして活動する一方、フランスのスポーツ統括団体USFSA(Union des Sociétés Françaises de Sports Athlétiques)のフットボール委員会幹事(フランス体育連盟書記長)を務めていた。また1904年から1906年の間、フランス代表の監督でもあった。
1904年5月21日、フランス首都パリで、フランス、オランダ、スイス、デンマーク、ベルギー、スウェーデン、スペインの7ヶ国（但し、実際は、スウェーデンとスペインは会議に出ることができず、デンマークとフランスが代理した）が集まり、FIFA設立の会議を開催した。同年5月23日までの３日間で組織名を「国際サッカー連盟(略称:FIFA)」と決めた。当時、わずか28名のFIFA総会(FIFA Congress)は、フランスのスポーツ統括団体USFSAのフットボール委員会幹事(フランス体育連盟書記長)のロベール・ゲランを初代FIFA会長に選出した。このときゲランは28歳であった。任期は、わずか2年だったが、その間に、英国本土4協会(後述)、ドイツ、オーストリア、イタリア、ハンガリーの合わせて8つの国と地域の協会がFIFA設立翌年の1905年に加盟した。
誕生したてのFIFAには実行力も資金もなく、パリの中心街のビルの一室で運営される組織だった。1905年、第2回FIFAパリ総会で、サッカー単独の第1回世界選手権大会（後のFIFAワールドカップ）を1906年に欧州で開催することを決めた。英国本土4協会を含む欧州の15カ国が４組に分かれ、グループリーグを戦い、各組１位がスイスで決勝トーナメント(準決勝、決勝)を戦う計画だった。ところが、当時は、交通機関が未発達な状況で、さらに経費負担も含めて、代表チーム編成も困難な国が多かった。また、そもそも各国のサッカー協会も、確立されていなかった。スウェーデンやスペインは、サッカー協会が十分確立されておらず、ゲランのフランスに至っては、サッカー協会が一本化されておらず、五輪にそれぞれの協会がフランス代表チームを派遣してしまったこと(計２チーム)もあるほどだった。そのため、参加国が集まらず、ゲランは、責任を取って1905年FIFA会長を辞任した。
ゲランは、FIFA会長に就任する前から、国際ルールの制定などに尽力していた。しかし任期の途中からは業務を部下に代行させることが多くなり、次期会長の決定等にも関与しなかったと言われる。会長退任後はスポーツの舞台から遠ざかった。

## 地域協会認可の経緯
ゲランをはじめ、FIFA役員は当初は1国1協会1代表を原則としていたが、次のような経緯で、地域の協会及び代表チームも認可するようになった。FIFA創設の翌年1905年にイングランドが参加するまでは、「(近代)サッカーの母国(The home of Football:FIFA公式呼称)」としての優位性とイギリス以外の国との格段の実力差を主張したイギリスはFIFAに参加しなかった。サッカーの母国としての優位性とは、世界に先駆けて、次の活動を行っていたことである。近代サッカーは1863年のイングランドサッカー協会（FA）とロンドンの12クラブによる統一ルール作成により誕生し、英国本土に広がり、「大英帝国(今のイギリス)」の船員・鉄道技術者・水兵たちなどによって世界中に広がった。更に1882年に英本土4協会は国際大会を開くために統一ルールを作る団体、国際サッカー評議会を組織した。翌年1883年から英本土4協会が参加するブリティッシュ・ホーム・チャンピオンシップ（当初はホーム・インターナショナル・チャンピオンシップ(ホーム国際選手権)）と呼ばれる世界初のサッカー単独の国際大会を毎年開催することになった。このように英本土4協会はFIFA設立以前からそれぞれが独自に活動していた。イギリス以外の国との格段の実力差とは、当時既にプロリーグがあったイングランドの“アマチュア”チームが、オランダやフランスに遠征しても、相手チームに対し二桁の得点を挙げるほどの実力差のことである。従って、イギリスには、英本土4協会以外の国と国際試合を行う必要性はないので、他国との国際試合を行うためにFIFAのような組織に参加する必要はないという主張であった。元々、サッカー単独の世界選手権大会（後のFIFAワールドカップ）を開催することが当初からの目的(先述の通り、実際に英国本土4協会FIFA加盟の翌年1906年開催決定した)の一つだったFIFA(ゲラン及びFIFA役員)は、サッカーの国際ルールを制定した近代サッカーの母国(The home of Football)であり、自他ともに認める当時のサッカー最強の国イギリスをFIFAに加盟させる為に、イギリス協会として包括的にではなく、英本土4協会を個別に、承認した。
以降、FIFAは一定の自治を行っている地域の協会も、公認するようになり、今日に至っている。2018年4月18日時点で、全211協会がFIFAから認可されている。